# Texananus superbus
Texananus superbus är en insektsart som beskrevs av Van Duzee 1892. Texananus superbus ingår i släktet Texananus och familjen dvärgstritar. Inga underarter finns listade i Catalogue of Life.